# Bésame mucho

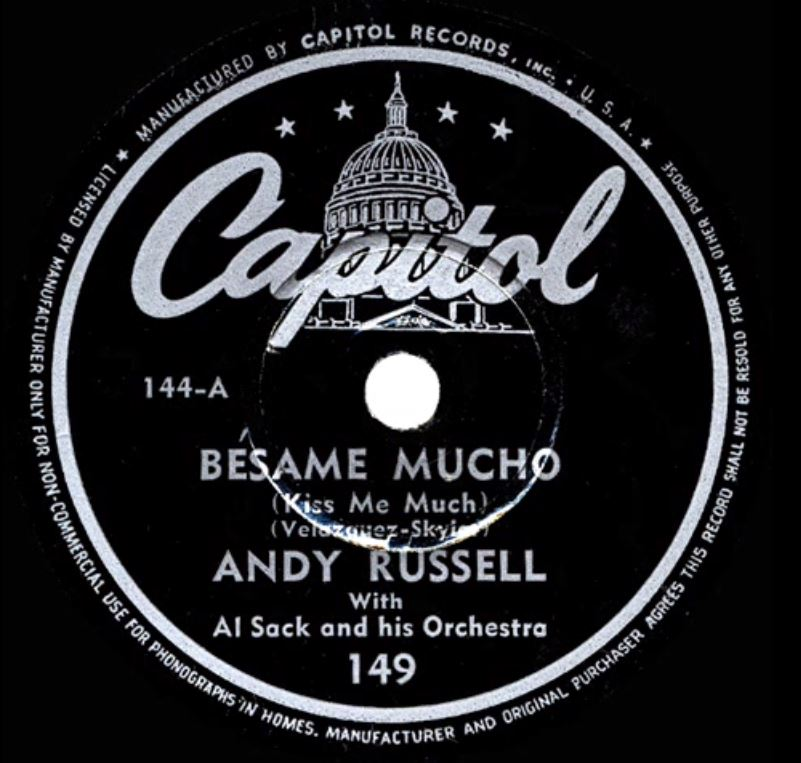

A Bésame mucho (a magyar változat címe Szeretlek én, valójában a. m. „Csókolj meg sokszor/nagyon”) egy spanyol nyelvű világsláger, boleróritmusban, a legismertebb mexikói dalok egyike. Consuelo Velázquez Torres mexikói zongoraművésznő és zeneszerző írta a darabot 1940–41-ben, 25 éves korában. A teljes nevéhez hozzátette anyja keresztnevét is: Ortiz (IPI kódja e néven: 00177570834). Az első, aki rögzítette, Emilio Tuero volt, majd világszerte ismertté Lucho Gatica chilei énekes tette.
A dal dzsessz-sztenderddé vált. Azonosítója: ISWC T-035.000.671-1. Magyar szöveg: Fekete György.

## Legismertebb előadói
- Elvis Presley
- Charles Aznavour
- Édith Piaf
- The Beatles (Van olyan vélekedés is, hogy a Yesterday című dalukat is a Bésame mucho ihlette.[2])
- Louis Armstrong
- Andrea Bocelli
- Frank Sinatra
- Julio Iglesias
- Nat King Cole
- Sammy Davis Jr.
- Sara Montiel
- Cesária Évora
- Dalida
- Omara Portuondo
- Jet Harris (hangszeres; basszusgitár)
- Connie Francis
- Diana Krall
- Karády Katalin
- Vámosi János